# 1946 no teatro

## Nascimentos
| Data           | Nome                   | Profissão                                                                          | Nacionalidade  | Observações | Ref |
| -------------- | ---------------------- | ---------------------------------------------------------------------------------- | -------------- | ----------- | --- |
| 24 de Abril    | Esther Góes            | atriz                                                                              | Brasil         |             |     |
| 19 de agosto   | Fernando Bicudo        | produtor e diretor de óperas, ballets, teatro, cinema, vídeos e eventos multimídia | Brasil         |             |     |
| 10 de setembro | Luiz Francisco Rebello | dramaturgo, crítico teatral, historiador de teatro e ensaísta                      | Portugal       |             |     |
| 13 de Setembro | Aníbal Beça            | poeta, tradutor, compositor, teatrólogo e jornalista                               | Brasil         | m. 2009     |     |
| 15 de Setembro | Tommy Lee Jones        | ator                                                                               | Estados Unidos |             |     |
| 20 de outubro  | Elfriede Jelinek       | novelista e autora de peças de teatro                                              | Áustria        |             |     |
| 2 de novembro  | Marieta Severo         | atriz                                                                              | Brasil         |             |     |
| ?              | Luiz Arthur Nunes      | diretor e autor                                                                    | Brasil         |             |     |

## Mortes
| Data       | Nome         | Profissão                                            | Nacionalidade | Observações | Ref |
| ---------- | ------------ | ---------------------------------------------------- | ------------- | ----------- | --- |
| 8 de julho | Carlos Amaro | poeta, dramaturgo, jornalista e político republicano | Portugal      | n. 1879     |     |